# Півні (сингл)
Pivni — сингл з альбому Я - молодая, української співачки Катя Chilly.

## Композиції
1. Pivni (Original Version) (3:26)
2. Понад Хмарами (4:29)
  - Featuring - Сашко Положинський
3. Pivni (LP Mix)	(4:20)
4. Pivni (Євген Арсентьєв Trance Mix) (3:58)
  - Remix - Євген Арсентьєв
5. Pivni (TKA4 Posh Edit Lite) (3:39)
  - Remix - TKA4
6. Pivni (Professor Moriarti PRG-MRS Mix) (4:51)
  - Remix - TKA4 Professor Moriarti
7. Pivni (Євген Арсентьєв - House Club Mix) (3:55)
  - Remix - Євген Арсентьєв
8. Pivni (DJ Lemon Mix) (4:29)
9. Pivni (Instrumental) 	(3:24)
10. Pivni (відео)	(3:27)

## Над альбомом працювали
- Аранжування - Сергій Гера (tracks: 1, 2, 9)
- Оформлення (анімація) - Іван Цюпка
- Інженери - Андрій Мішин (tracks: 1, 2, 9) , Олег Білий (tracks: 1, 2, 9)
- Мастеринг - Дмитро Ільяшенко
- Інше (менеджмент, зв'язки з пресою) - Олег Воронович
- Фото та оформлення - Дмитро Максименко "Belka&Strelka"
- Продюсери - Дмитро Прикордонний , Сергій Гера
- Вокал - Катя Chilly

## Інше
- Кліп на порталі Youtube